# Ваља Нандриј (Арђеш)
Ваља Нандриј (рум. Valea Nandrii) насеље је у Румунији у округу Арђеш у општини Дарманешти. Oпштина се налази на надморској висини од 329 m.

## Становништво
Према подацима из 2002. године у насељу је живело 742 становника, од којих су сви румунске националности.